# Igor Strzałek
Igor Strzałek (Siedlce, Polonia, 19 de enero de 2004) es un futbolista polaco que juega de centrocampista en el Termalica Bruk-Bet Nieciecza de la Ekstraklasa, cedido del Legia de Varsovia.

## Trayectoria
Strzałek inició su carrera futbolística en las categorías inferiores del Naprzód Skórzec y el Pogoń Siedlce de su ciudad natal, antes de ser traspasado a la cantera del Legia de Varsovia en 2017. Tras pasar por el resto de categorías del fútbol base, el 16 de junio de 2021 disputó su primer partido con el segundo equipo del Legia en la derrota en casa por 0-3 frente al Polonia Varsovia. Durante el parón de invierno fue convocado con el primer equipo para participar en el campus de entrenamiento de Dubái, anotando el 15 de enero de 2022 en el partido amistoso contra el PFC Botev Plovdiv búlgaro. En febrero del mismo año fue inscrito en la Ekstraklasa, aunque continuó jugando para el filial en la III Liga. El 16 de abril de 2022 anotó un hat-trick en menos de veinte minutos en la victoria por 4-1 ante el GKS Wikielec. Su debut en primera división tuvo lugar en la última jornada de la temporada 2021-22, entrando en el minuto 88 como sustituto de Josué Pesqueira en la victoria en casa por 3-0 contra el KS Cracovia. Para la siguiente campaña pasó a formar parte del plantel principal del club de forma regular. El 22 de febrero de 2023 firmó un nuevo contrato con el club hasta 2026. El 24 de septiembre de 2023 anotó su primer gol vistiendo la camiseta del primer equipo del Legia, en la victoria por 2-1 al Górnik Zabrze en casa. El 16 de enero de 2024 fue cedido hasta final de temporada al Stal Mielec, acortando su estancia en el club de Subcarpacia para retornar al Legia antes de tiempo. Strzałek fue nuevamente cedido el 21 de agosto de 2024, esta vez recalando en el Termalica Bruk-Bet Nieciecza hasta el final de la temporada 2024-25, siendo uno de los artífices del ascenso del equipo del voivodato de Pequeña Polonia a la Ekstraklasa. El 25 de junio de 2025 fue nuevamente prestado al Termalica, en su retorno a la Ekstraklasa tres años después, hasta final de temporada, incluyendo una opción de compra.

## Selección nacional
Ha sido internacional con la selección de fútbol sub-19 en siete ocasiones. Su debut tuvo lugar el 8 de febrero de 2023, en el partido amistoso que culminó en victoria por 3-2 ante la República Checa, donde además dio una asistencia a Szczepan Mucha. Fue convocado para disputar el Campeonato Europeo de la UEFA Sub-19 2023 organizado en Malta, donde marcó dos goles para el combinado polaco.

## Palmarés
Legia de Varsovia
- Copa de Polonia (1): 2022-23.